# Службові документи
Службовий документ - офіційний документ, який використовується в поточній діяльності організації.
Службовими називають документи, які складаються від імені підприємства або установи, підписані повноважними представниками. У службових документах повинен використовуватися виключно офіційно-діловий стиль. Ці документи повинні бути короткими, послідовними, в них має бути присутня точність викладу фактів і прийнятих рішень.
Українське законодавство надає наступне визначення терміну: службовий документ – офіційно зареєстрований службою діловодства або відповідним чином засвідчений документ, що одержаний чи створений установою у процесі її діяльності та має відповідні реквізити.

## Форми
Форма службового документа — це сукупність елементів його оформлення та змісту, які оцінюються з точки зору їх складу, обсягу, послідовності розташування і взаємного зв'язку. До елементів оформлення документа відносяться: найменування, різні адреси, дати, реєстраційні номери і т. д. Елементи змісту — це структурні частини основного тексту — звернення, мотивування, висновки, цифрові переліки, схеми і т. д.

## Мова
Мова службових документів повинна відповідати таким вимогам:
1. Дотримання норм офіційно-ділового стилю і сучасної літературної мови, перш за все тих з них, які допомагають висловити думку більш чітко і повно. Як норми нерідко виступають і такі варіанти мови, які найбільш доцільні, доречні, а тому і кращі. Так, скажімо, при виборі варіантів типу «надати допомогу — допомогти», «припускатися помилки — помилитися» треба враховувати традиції стилю, якими користуються в даному випадку.
2. Наявність слів, що вживаються переважно в офіційних документах, що закріпилися в адміністративно-канцелярській мові (типу «належний», «вищевказаний», «що підписався нижче» і т. ін.).
3. Використання термінів та професіоналізмів (обумовлене тематикою, змістом службових документів), в першу чергу юридичних і бухгалтерських;
4. Широке вживання складних отименних прийменників, що виражають стандартні аспекти змісту, наприклад: «з метою надання допомоги», «в порядку надання допомоги» ',
5. Обмежене вживання ускладнених синтаксичних побудов — пропозицій з прислівниковими і дієприслівниковими оборотами, з різного роду перерахуваннями.

## Якість
Службові документи мають наступні обов'язкові якості:
1. Достовірність і об'єктивність;
2. Точність, виключає двояке розуміння тексту;
3. Максимальна стислість, лаконізм формулювань;
4. Бездоганність в юридичному відношенні;
5. Стандартність мови при викладі типових ситуацій ділового спілкування;
6. Нейтральний тон викладу;
7. Відповідність нормам офіційного етикету, який проявляється у виборі стійких форм звернення та відповідних жанру слів і словосполучень, у побудові фрази і всього тексту.

Документи повинні складатися і оформлятися на основі правил, викладених в Єдиній державній системі діловодства.
Головною особливістю композиції службових документів є те, що до неї існують єдині вимоги і правила, які встановлені державними нормативними актами. Дотримання цих правил забезпечує їх юридичну силу, оперативне та якісне складання і виконання документів, організацію швидкого пошуку документів, а також більш активне використання ПЕОМ у складанні службових документів.

## Види
Види службових документів (Згідно з Наказом «про затвердження Переліку типових документів»):
- службова записка;
- доповідна записка;
- заява;
- звіт;
- акт;
- договір;
- трудова угода;
- розпорядження.

Оформлення всіх цих документів уніфіковано, але за змістом вони можуть бути абсолютно різними:
- за місцем складання: внутрішні (документи, що складаються працівниками даного підприємства) і зовнішні (документи, що надходять з інших підприємств, організацій і від приватних осіб);
- за змістом: прості (присвячені одному питанню) і складні (що охоплюють кілька питань);
- за формою: індивідуальні, коли зміст кожного документа має свої особливості (наприклад, доповідні записки), трафаретні, коли частина документа віддрукована, а частина заповнюється при складанні, і типові, створені для групи однорідних підприємств.

Як правило, всі типові і трафаретні документи друкуються друкарським способом або на розмножувальних апаратах.
- за термінами виконання: термінові, що вимагають виконання в певний термін, і нетермінові, для яких термін виконання не встановлено;
- за походженням: службові, що зачіпають інтереси підприємства, організації, і особисті, які стосуються конкретної особи і є іменними;
- по виду оформлення: справжні, копії, виписки, дублікати;
- за коштами фіксації: письмові, графічні, фотокінодокументи і т. д.

## Функції
Функції службових документів: Будь-який документ поліфункціональний (багатофункціональний), тобто містить в собі різні функції, які з плином часу змінюють своє домінуюче значення. Виділяються функції загальні і спеціальні. Загальні — це інформаційна, соціальна, комунікативна, культурна; спеціальні — управлінська, правова, функція історичного джерела, функція обліку.
Інформаційна функція визначається потребою в запечатлении інформації з метою збереження і передачі і притаманна всім без винятку документів. Причина появи будь-якого документа — необхідність фіксувати інформацію про факти, події, явища, практичної і розумової деятельності. Інформацію, що міститься в документах можна поділити на:
1. ретроспективну (що відноситься до минулого);
2. оперативну (поточну);
3. перспективну (що відноситься до майбутнього).

Існують і інші класифікації інформації. Наприклад, поділ на первинну і вторинну; за жанрами; видам; носіям і ін.
Кожен документ має інформаційну ємність (або інформаційний потенціал), тобто кількість і якість інформації.
Інформаційна ємність характеризується такими показниками: повнота, об'єктивність, достовірність, оптимальність, актуальність інформації, її корисність і новизна. Чим вище ці показники, тим цінніше документ.
Соціальна функція теж притаманна багатьом документам, тому що створюються вони для задоволення різних потреб як суспільства в цілому, так і окремих його членів. Документ також сам може впливати на соціальні відносини них в залежності від призначення, ролі в даному суспільстві, причому може не тільки стимулювати їх розвиток соціальних процесів, але і гальмувати.
Комунікативна функція виконує завдання передачі інформації у часі і просторі, інформаційного зв'язку між членами суспільства. Без обміну відомостями, думками, ідеями соціальні зв'язки не можуть підтримуватися. Можна виділити дві категорії документів, в яких яскраво виражена комунікативна функція:
1. документи, орієнтовані в одному напрямку (закони, укази, розпорядження, накази, інструкції, скарги, доповідні записки та ін.);
2. документи двостороннього дії (ділова та особисте листування, договірні документи і т. д.).

Культурна функція — здатність документа зберігати і передавати культурні традиції, естетичні норми, ритуали, прийняті в суспільстві (кінофільм, фотографія, науково-технічний документ і ін.).
Управлінська функція виконується офіційними документами, які спеціально створені для цілей і в процесі управління (закони, положення, статути, протоколи, рішення, зведення, звіти та ін.). Ці документи відіграють велику роль в інформаційному забезпеченні управління, вони різноманітні, відбивають різні рівні прийняття рішень. Правова функція властива документам, в яких закріплюються зміни правових норм і правопорушень. Можна виділити дві категорії документів, наділених правової функцією: спочатку володіють нею і набувають її на час .В першу групу входять всі документи, що встановлюють, закріплюють, що змінюють правові норми і правовідносини або припиняють їх дію, а також інші документи, що тягнуть за собою юридичні наслідки . Сюди відносяться всі правові акти органів державної влади (закони, укази, постанови та ін.), Судові, прокурорські, нотаріальні й арбітражні акти, всі договірні, посвідчувальні документи (паспорти, пропуску, посвідчення і т. д.) і виправдально-фінансові документи (накладні, прибуткові ордери, лічильно-платіжні вимоги і т. ін.) до другої категорії відносяться документи, які на час набувають цю функцію, будучи доказом будь-яких фактів в суді, органах слідства та прокуратури, нотаріаті, арбітражі. В принципі будь-який документ може бути доказом і тим самим тимчасово буде наділений правової функцією. Функція історичного джерела вивчається історичною наукою. Існує дві точки зору: перша — документ стає історичним джерелом з моменту передачі його на архівне зберігання; друга — документ наділяється цією функцією з моменту його виникнення, але усвідомлюється ця функція людиною лише коли документ надходить до архіву. Таким чином, ця функція починає домінувати в документі, якщо він виступає як джерело інформації для історика, що досліджує ту чи іншу проблему.
Функція обліку дає не якісну, а кількісну характеристику інформації, пов'язаної з господарськими, демографічними та іншими соціальними процесами з метою їх аналізу та контролю. Автор документа, як правило, наділяє його якоюсь однією функцією, об'єктивно ж цей документ несе й інші функції і з плином часу питома вага тієї чи іншої функції змінюється. Перераховані функції можна поділити на функції оперативного характеру, час дії яких обмежена (управлінська, правова, обліку) і функції постійно діючі (інформаційна, соціальна, історичного джерела). Наприклад, атестат зрілості містить інформаційну, культурну, соціальну, правову і функцію історичного джерела.

## Законодавча регламентація в Україні
Інструкція з діловодства офіційно затверджена Кабінетом Міністрів України в Постанові №-1242 від 30.11.2011 і є обов'язковою для виконання усіма установами на території держави.